# 킬로미터

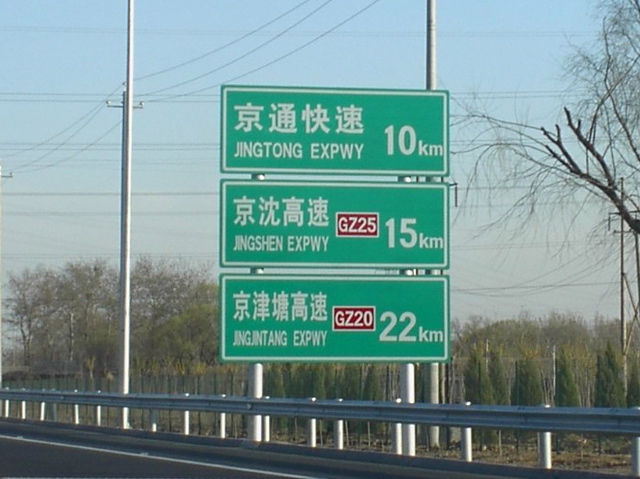
중화인민공화국 베이징 동부에 위치한 고속도로의 간판. 주요 문구는 중국어로 되어 있으나, 거리 개념은 국제 표준 문자 킬로미터를 사용한다.

킬로미터(미국 영어: Kilometer, 영국 영어: Kilometre, 문화어: 키로메터)(.기호 ㎞ 또는 km)(, 기호: km)는 SI 단위계의 길이의 단위로, 1000미터다.
영미권 국가의 군대에서 klick이라고 하기도 한다.

## 역사
1790년 5월 8일, 헌법 제정단은 프랑스 과학 아카데미에 새로운 측정 체계를 개발하라고 지시하였다. 1793년, 프랑스 국민공회는 미터(meter)를 프랑스 공화국의 유일한 길이 측정 체계로 인정했다. 킬로미터의 최초의 이름은 Millaire이다.

## 킬로미터 단위의 길이
- 대한민국 서울특별시와 인천광역시의 거리: 29 km
- 대한민국 서울특별시와 대전광역시의 거리: 140 km
- 대한민국 서울특별시와 조선민주주의인민공화국 평양직할시의 거리: 195 km
- 대한민국 서울특별시와 전북특별자치도 전주시의 거리: 196 km
- 대한민국 서울특별시와 대구광역시의 거리: 237 km
- 대한민국 서울특별시와 광주광역시의 거리: 268 km
- 대한민국 서울특별시와 울산광역시의 거리: 307 km
- 대한민국 서울특별시와 전라남도 목포시의 거리: 313 km
- 대한민국 서울특별시와 부산광역시의 거리: 325 km
- 대한민국 서울특별시와 독도의 거리: 434 km
- 대한민국 서울특별시와 제주특별자치도 제주시의 거리: 454 km
- 대한민국 서울특별시와 제주특별자치도 서귀포시의 거리: 481 km
- 대한민국 서울특별시와 일본 후쿠오카시의 거리: 539 km
- 대한민국 서울특별시와 중국 상하이시의 거리: 868 km
- 대한민국 서울특별시와 중국 베이징시의 거리: 954 km
- 메가미터: 1000 km

## 같이 보기
- 단위 변환
- 세제곱미터
- SI 접두어
- 오도미터
- 크기 정도 (길이)
- 제곱킬로미터